# Robert Lenneberg
Robert Lenneberg (* 24. Juni 1887 in Rheydt oder Attendorn; † 1965 vermutlich in Rio de Janeiro) war ein deutsch-brasilianischer Mediziner, der sich auf Pädiatrie (= Kinderheilkunde) spezialisiert hatte.

## Leben

### Ausbildung und Privatleben
Er studierte Medizin an der Georg-August-Universität in Göttingen, der Albert-Ludwigs-Universität in Freiburg im Breisgau sowie an der Friedrich-Wilhelms-Universität in Berlin. Die Approbation erteilte man ihm 1913 und im darauffolgenden Jahr 1914 wurde er an der Universität Leipzig mit der Dissertation Über den Ausfall der kutanen und intrakutanen Tuberkulinreaktion beim Scharlach zum Dr. med. promoviert. 
Lenneberg war verheiratet und hatte zwei Söhne, darunter den Begründer der Biolinguistik Eric Heinz Lenneberg (1921–1975).

### Berufliche Karriere
Seine ersten beruflichen Stationen führten ihn nach Studienabschluss zwischen 1912 und 1914 an das Jüdische Krankenhaus Berlin und an eine Kinderklinik in Düsseldorf, ehe er während des Ersten Weltkrieges Wehrdienst leistete. Nach Ende des Krieges arbeitete er zwischen 1918 und 1920 zunächst an der Kinderklinik der Schlesischen Friedrich-Wilhelms-Universität in Breslau unter Karl Stolte und dann abermals an einer Kinderklinik in Düsseldorf. Schließlich ließ er sich 1922 im Düsseldorfer Stadtteil Stadtmitte mit einer eigenen kinderärztlichen Praxis nieder.
Als einer der führenden deutschen Vertreter der Infrarot-Behandlung seiner Zeit fungierte Lenneberg im August 1932 für die Fachzeitschrift Die Medizinische Welt als Berichterstatter vom II. Internationalen Kongress für Lichtforschung (Lichtbiologie, Biophysik, Lichttherapie), der in Kopenhagen stattfand. Darüber hinaus entwickelte er einen umschnallbaren Infrarotstrahler für die punktförmige Behandlung kleinräumiger Schmerzherde im Kopfbereich. Dieses Gerät wurde in den 1930er Jahren von der in Hanau ansässigen Quarzlampen Gesellschaft m. b. H. unter der Bezeichnung „Sollux-Kleinstrahler nach Dr. Lenneberg“ produziert und vertrieben.
Lenneberg war jüdischen Glaubens und darüber hinaus war die Familie im Liberalismus verwurzelt. Dies führte in den frühen 1930er Jahren zu mehreren Konfliktsituationen mit der paramilitärischen Kampforganisation Sturmabteilung (SA). Wenige Monate nach der Machtergreifung der Nationalsozialisten emigrierte die Familie aus Furcht vor zunehmenden Repressionen am 12. Mai 1933 in die brasilianische Stadt Rio de Janeiro. Dort war Lenneberg bis mindestens August 1959 – mutmaßlich bis zu seinem Tod 1965 – ansässig.

## Publikationen (Auswahl)
Beiträge in Tagungsbänden
- Über den biologischen Nutzeffekt von Temperaturstrahlern. In: Verhandlungen des 2. Internationalen Licht-Kongresses in Kopenhagen 1932. Engelsen & Schrøder, 1932, Seiten 628–630.

Artikel in wissenschaftlichen Fachzeitschriften
- Über den Ausfall der kutanen und intrakutanen Tuberkulinreaktion beim Scharlach. In: Archiv für Kinderheilkunde. Band 65, Hefte 5/6, 1916, Seiten 351–386.
- Therapie und Prophylaxe der Rachitis. In: Klinische Wochenschrift. Jahrgang 7, № 23, 3. Juni 1928, Seite 1084.
- Das Problem der Maßeinheit für ultraviolette Strahlen. Allgemeinverständliche Darstellung des Problems von medizinischem Standpunkt. In: Die medizinische Welt. Band 5, 1931, Seiten 401–404.